# Khalouia
Khalouia est une commune de la wilaya de Mascara en Algérie.